# Cattedrali in Liberia
Questa è una lista delle cattedrali in Liberia.

## Cattedrali anglicane
| Cattedrale               | Diocesi                       | Località |
| ------------------------ | ----------------------------- | -------- |
| Cattedrale della Trinità | Diocesi episcopale di Liberia | Monrovia |

## Cattedrali cattoliche
| Cattedrale                                 | Arcidiocesi o Diocesi   | Località |
| ------------------------------------------ | ----------------------- | -------- |
| Cattedrale di Santa Teresa del Bambin Gesù | Diocesi di Capo Palmas  | Harper   |
| Cattedrale dello Spirito Santo             | Diocesi di Gbarnga      | Gbarnga  |
| Cattedrale del Sacro Cuore di Gesù         | Arcidiocesi di Monrovia | Monrovia |